# 日本フリーザー
日本フリーザー株式会社（にほんふりーざー、Nihonfreezer）は、東京都文京区に本社を置き、低温応用機器を製造・販売する企業である。

## 概要
低温応用機器のパイオニアとして、あらゆる研究機関、大学、企業に向けて、バイオ、メディカル、ケミカル分野の広範囲なニーズに応えた冷蔵・冷凍製品を提供している。

## 事業内容
主に下記製品の製造・販売を行なっている。
- 超低温槽（-80℃・-90℃・-150℃）
- マイバイオ（小型超低温槽）
- ノンフロン製品（フリーザー・保冷庫）
- 各種フリーザー（-20℃～-60℃）
- 各種保冷庫
- 防爆冷蔵庫／冷凍庫
- クロマトチャンバー
- 薬用ショーケース
- プレハブ式低温・恒温室
- 凍結処理容器（バイセル）

## 沿革
- 1973年 - 東京都文京区において日本フリーザー商会を創業。
- 1974年 - 超低温槽の製造販売開始。日本フリーザー株式会社として改組し法人組織とする。
- 1986年 -「プログラムフリーザー」特許取得。埼玉県八潮市に工場を新設。独リーペヘル社製品の販売を開始。
- 1989年 - 大阪営業所開設。産業安全技術協会の検定合格品である防爆冷蔵庫の販売開始。
- 1993年 - 茨城営業所開設。「動物細胞の凍結保存容器」バイセル特許取得。
- 1998年 - 韓国現地法人設立。
- 2000年 -「フルオロカーボン系混合冷媒」特許取得。
- 2003年 - 社長の栗田進が代表取締役会長に、専務の栗田宣義が代表取締役社長に就任。
- 2007年 - 名古屋営業所開設。
- 2010年 - 神奈川営業所開設。
- 2014年 - 埼玉工場拡張。
- 2015年 - 神奈川営業所移転。
- 2016年 - 大阪営業所移転。

## 事業所
- 本社 - 東京都文京区湯島3-19-4
- 大阪営業所 - 大阪府吹田市垂水町3-15-31
- 茨城営業所 - 茨城県つくば市竹園2-18-4
- 名古屋営業所 - 愛知県名古屋市名東区西山本通2-2
- 神奈川営業所 - 神奈川県藤沢市鵠沼神明2-1-2
- 埼玉工場 - 埼玉県草加市青柳4-29-6